# Gert Selle
Gert Selle (* 17. Dezember 1933 in Breslau; † 1. Februar 2025) war ein deutscher Kunstpädagoge und Gestaltungstheoretiker. Er prägte den Begriff der ästhetischen Bildung und schrieb Standardwerke zur Geschichte des Designs.

## Leben und Werk
Gert Selle studierte Germanistik, Kunstgeschichte und Kunstpädagogik in Frankfurt am Main und Kassel. Von 1960 bis 1967 war er Kunsterzieher in Frankfurt am Main, anschließend bis 1972 Dozent an der Werkkunstschule Darmstadt (heute: Hochschule Darmstadt). 1973 erfolgte die Berufung auf den Lehrstuhl Bildende Kunst – Visuelle Kommunikation an der PH Niedersachsen am Standort Braunschweig, später TU Braunschweig. Selle wechselte 1981 auf die Professur für Theorie, Didaktik und Praxis ästhetischer Erziehung an die Universität Oldenburg. 1999 wurde er emeritiert.
In den ersten Veröffentlichungen arbeitete Gert Selle zu design-, kulturgeschichtlichen Themen wie Ideologie und Utopie des Designs. Zur gesellschaftlichen Theorie der industriellen Formgebung (1973), Jugendstil und Kunstindustrie. Zur Ökonomie und Ästhetik des Kunstgewerbes um 1900 (1974), Die Geschichte des Design in Deutschland von 1870 bis heute. Entwicklung der industriellen Produktkultur (1978). Insbesondere das Letzte wurde seit dem mehrfach aufgelegt und gilt als ein Standardwerk im Design. Zusammen mit Michael Andritzky schrieb er Lernbereich Wohnen. Didaktisches Sachbuch vom Kinderzimmer bis zur Stadt (1979) und unter Mitarbeit von Jutta Boehe Kultur der Sinne und ästhetische Erziehung. Alltag, Sozialisation, Kunstunterricht in Deutschland vom Kaiserreich zur Bundesrepublik (1981).
Nachfolgende Arbeiten haben eine ästhetische Erziehung zum Ziel, die eine erfahrungsbezogene und kunstnahe Praxis in den Mittelpunkt stellt. Beispielsweise Gebrauch der Sinne. Eine kunstpädagogische Praxis (1988) als Autor und als Herausgeber mehrerer Bücher und Reihen. 1994 verfasste er die Geschichte des Design in Deutschland neu.
Gert Selle trug zu den kunstpädagogischen Diskursen bei und begründete dabei besonders seine Skepsis gegenüber jeder Form didaktischer „Planungsrationalität“. Nach der Emeritierung arbeitete Gert Selle verstärkt künstlerisch, als Essayist und als Bildermacher. 2010 unterstützte Gert Selle die Wissensplattform designwissen.net.

## Veröffentlichungen (Auswahl)
- Ideologie und Utopie des Designs. Zur gesellschaftlichen Theorie der industriellen Formgebung, DuMont Schauberg, Köln 1973. ISBN 3-7701-0658-X
- Jugendstil und Kunst-Industrie. Zur Ökonomie und Ästhetik des Kunstgewerbes um 1900. Maier Verlag, Ravensburg 1974. ISBN 3-473-61410-6
- Die Geschichte des Design in Deutschland von 1870 bis heute. Entwicklung der industriellen Produktkultur. DuMont, Köln 1978. ISBN 3-7701-0945-7
  - Überarbeitete und erweiterte Neuausgabe: Design-Geschichte in Deutschland. Produktkultur als Entwurf und Erfahrung. DuMont, Köln 1987. ISBN 3-7701-1927-4
- (unter Mitarbeit von Jutta Boehe): Kultur der Sinne und ästhetische Erziehung. Alltag, Sozialisation, Kunstunterricht in Deutschland vom Kaiserreich zur Bundesrepublik. DuMont, Köln 1981. ISBN 3-7701-1187-7
- (gemeinsam mit Jutta Boehe): Leben mit den schönen Dingen. Anpassung und Eigensinn im Alltag des Wohnens. Rowohlt, Reinbek bei Hamburg 1986. ISBN 3-498-06189-5
- Gebrauch der Sinne. Eine kunstpädagogische Praxis. Rowohlt, Reinbek bei Hamburg 1988. ISBN 3-499-55467-4
- Über das gestörte Verhältnis der Kunstpädagogik zur aktuellen Kunst. Eine Kritik mit praktischen Konsequenzen. BDK, Hannover 1990. ISBN 3-927268-07-0
- Das ästhetische Projekt. Plädoyer für eine kunstnahe Praxis in Weiterbildung und Schule. Unna 1992, ISBN 3-925426-41-8.
- Die eigenen vier Wände. Zur verborgenen Geschichte des Wohnens. Campus, Frankfurt am Main, New York 1993; 2. Aufl. 1996. ISBN 3-593-34923-X
  - Aktualisierte und erweiterte Neuausgabe: Die eigenen vier Wände. Wohnen als Erinnern. form + zweck, Berlin 2011. ISBN 978-3-935053-37-2
- Geschichte des Design in Deutschland. Campus Verlag, Frankfurt am Main, New York 1994; Studienausgabe 1997. ISBN 3-593-35154-4
  - Aktualisierte und erweiterte Neuausgabe: Geschichte des Design in Deutschland. Campus Verlag, Frankfurt, New York 2007. ISBN 978-3-593-38487-0
- Betrifft Beuys. Annäherung an Gegenwartskunst. Unna 1994, ISBN 3-925426-73-6.
- Siebensachen. Ein Buch über die Dinge. Campus Verlag, Frankfurt am Main, New York 1997. ISBN 3-593-35672-4
- Kunstpädagogik und ihr Subjekt. Entwurf einer Praxistheorie. Oldenburg 1998, ISBN 3-89598-560-0.
- Beiseitegesprochen. Über Kultur, Kunst, Design und Pädagogik. Anabas Verlag, Frankfurt am Main 2000. ISBN 3-87038-328-3
- Design im Alltag. Vom Thonetstuhl zum Mikrochip. Campus Verlag, Frankfurt, New York 2007. ISBN 978-3-593-38337-8
- Im Haus der Dinge. Versuch einer phänomenologischen Orientierung. Mit Zeichnungen von Astrid Brandt. Surface, Frankfurt am Main, Darmstadt 2015. ISBN 978-3-939855-37-8

## Ausstellung
- Das geniale Design der 80er Jahre. Internationales Design Zentrum West-Berlin, 1982